# Anna di Turov
Anna di Turov (in ucraino Анна Юріївна?; in russo Анна Юрьевна?; XII secolo – 1205) fu principessa di Turov e, per via matrimoniale, principessa di Kiev. Celebrò le nozze con Rurik Rostislavič, che fu principe di Kiev (r. 1173, 1180-1182, 1194-1202, 1203-1205, 1206, 1207-1210).
Nell'inverno del 1203/1204, il principe di Galizia Romano Mstislavič fece arrestare il principe di Kiev, la sua consorte Anna e la figlia Predslava, imponendo loro la tonsura e obbligandoli ad abbracciare la vita monastica a Kiev. Anna rimase dunque monaca negli anni seguenti e morì nel 1205.

## Discendenza
La notizia secondo cui Anna avesse sposato Rurik Rostislavič è stata dedotta da un passaggio contenuto nelle cronache medievali rus', in cui due principi di Turov vengono definiti cognati di Rurik. Il momento storico in cui ebbe luogo l'unione dei due resta tuttavia avvolto nel mistero. Basandosi sul momento in cui il primogenito nacque, ovvero nell'inverno del 1171/1172, quando la coppia abbandonò Novgorod definitivamente, si è con ampio margine ipotizzato che le nozze si svolsero prima del 1172.
Rurik e Anna generarono due figli e quattro figlie, di cui l'ordine di anzianità delle femmine non viene riferito, mentre il primogenito maschio si chiamava Rostislav e sposò Verkhuslava, una figlia del potente Vsevolod III di Vladimir. Il 26 settembre, data in cui i due divennero sposi promessi, fu organizzato un banchetto «mai visto prima dalle genti della Rus'», a cui presenziarono venti principi (tra cui, benché non venga riportato alcun nome, sicuramente degli Olgoviči). Tra le varie cariche ricoperte, Rostislav fu principe di Kiev dal 1204 al 1206. Anche il secondogenito maschio Vladimiro, nato nel 1187 e di quindici anni più piccolo, divenne principe di Kiev dal 1223 al 1235 e dal 1235 al 1236. Un singolo studioso ha proposto una ricostruzione alternativa immaginando anche la presenza di un terzo figlio di nome Svjatoslav, ma la sua opinione è rimasta abbastanza isolata.
Quanto alle figlie femmine, Predslava (morta dopo il 1203), la possibile secondogenita, è colei su cui si conoscono maggiori notizie. La nobildonna sposò il principe di Galizia Romano Mstislavič prima del 1196, anno a partire dal quale il marito tentò di separarsene. Benché sia ignoto cosa lo spinse a una simile decisione, è invece riferito che Romano le intimò di «prendere il velo monastico», scelta a cui si oppose o perché fu allontanata prima di indossarlo, o perché fuggì o ancora perché il padre la richiamò a Kiev. È possibile Romano desiderasse contrarre un nuovo matrimonio politicamente per lui più vantaggioso; fu così che, violando ogni regola stabilita dal diritto canonico e disinteressandosi dei sentimenti del suocero, sposò Anna, una nobildonna imparentata per nascita sia con Bisanzio sia con l'Ungheria. Sulle altre tre sorelle di Predslava, il nucleo di notizie conosciute si assottiglia enormemente. Su Anastasia, forse la maggiore, le cronache testimoniano che sposò nel 1183 Gleb, figlio di Svjatoslav III Vsevolodovič e sovrano di Černihiv dal 1206 al 1215. In merito alle altre due femmine, Jaroslava e Vseslava, la prima fu secondo il Codice Ipaziano unita in matrimonio con Svjatoslav III Igorevič, all'epoca al massimo ventenne e futuro principe di Černihiv. La celebrazione ebbe luogo nella stessa settimana in cui suo fratello Rostislav si sposò, dunque nei primi giorni di ottobre del 1188. Vseslava, invece, festeggiò nel 1189 le nozze con Jaroslav Glebovič, ultimogenito del principe di Rjazan' Gleb Rostislavič.